# Écrans mixtes
Écrans Mixtes je filmový festival, který se koná v Lyonu od roku 2011. Festival se zaměřuje na filmy s LGBT tematikou.

## Historie
Écrans Mixtes je nezisková organizace podle francouzského zákona z roku 1901, uznaná za organizaci obecného zájmu. Byla založena v roce 2007 jako filmový klub zaměřený na témata LGBT.
První ročník filmového festivalu se konal od 2. do 8. března 2011.
Od roku 2022 má festival soutěž celovečerních filmů s finanční cenou pro vítěze. Polovina je určena tvůrci, druhá polovina pro distributora, který film uvede ve Francii. V roce 2023 festival zavedl čestnou cenu Philippa Valloise, která odměňuje film za  odvahu a svobodu.
V roce 2017 byla podepsána dohoda s archivem departementu Rhôna o uložení písemností festivalu.
Od roku 2018 vychází ve spolupráci s Univerzitou Lumière-Lyon-II festivalový časopis, jehož redakční tým tvoří studenti.
V roce 2022 byla podepsána dohoda s Audiovizuálním centrem Simone-de-Beauvoir o uložení videoarchivu festivalu.

## Přehled oceněných

### 2022
- Grand Prix Écrans Mixtes – Mastercard: Ultraviolette et le Gang des cracheuses de sang, režie Robin Hunzinger
- Cena poroty: Silent Voice, režie Reka Valerik
- Společná cena pro nejlepšího herce:
  - Kassia da Costa za roli ve filmu Rodinka (La Mif), režie Fred Baillif
  - Niv Nissim za roli ve filmu Sublet, režie Eytan Fox
- Cena diváků: Ultraviolette et le Gang des cracheuses de sang, režie Robin Hunzinger
- Cena poroty Pass Culture: Instructions for Survival, režie Yana Ugrekhelidze

### 2023
- Grand Prix Écrans Mixtes – Mastercard: Prokletí nepláčou (Les Damnés ne pleurent), režie Fyzal Boulifa
- Cena poroty: Vlk a pes (Lobo e Cão), režie Claudia Varejão
- Společná cena pro nejlepšího herce: Aïcha Tebbae a Abdellah El Hajjouji za role ve filmu Zatracení nepláčou (Les Damnés ne pleurent), režie Fyzal Boulifa
- Cena diváků: Má jediná touha (À mon seul désir), režie Lucie Borleteau
- Cena poroty mladých Pass Culture: Má jediná touha (À mon seul désir), režie Lucie Borleteau
- Čestná cena Philippa Valloise: Strachy v nás (All Our Fears), režie Lukasz Gutta a Lukasze Ronduda

### 2024
- Grand Prix Écrans Mixtes – Mastercard: Fainéant.es, režie Karim Dridi
- Cena poroty a diváků: Holky na Lesbu (Lesvia), režie Tzeli Hadjidimitriou
- Cena za herecký výkon: Asha Smara Darra za roli ve filmu Sara, režie Ismail Basbeth
- Cena poroty mladých Pass Culture: Rossosperanza, režie Annarita Zambrano
- Čestná cena Philippa Valloise: Almamula, režie Juan Sebastián Torales

### 2025
- Grand Prix Écrans Mixtes – Mastercard: Cidade; Campo, režie Juliana Rojas
- Cena diváků (celovečerní film): Ještě nejsem, kým chci být, režie Klára Tasovská
- Cena poroty (celovečerní film): Fuga, režie Bénédicte Liénard a Mary Jimenez
- Cena za herecký výkon: Ricardo Teodoro za roli ve filmu Baby, režie Marcela Caetana .
- Cena poroty mladých Pass Culture (celovečerní film): Ještě nejsem, kým chci být, režie Klára Tasovská
- Cena poroty (krátký film): You Can't Get What You Want But You Can Get Me, režie Samira Elagoz a Z Walsh a Queer Fighters of Ukraine, režie Angelika Ustymenko
- Cena diváků (krátké filmy): Na Marei, l’invisible, režie Léa-Jade Horlier
- Cena poroty mladých Pass Culture (krátké filmy): Nous les prochains, režie Florent Gouëlou
- Čestná cena Philippa Valloise: Reas, režie Lola Arias